# Nélson Semedo
Nélson Cabral Semedo (født 16. november 1993) er en portugisisk professionel fodboldspiller, som spiller for Premier League-klubben Wolverhampton Wanderers og Portugals landshold.